# غلوستر (دائرة انتخابية في المملكة المتحدة)
غلوستر (بالإنجليزية: Gloucester)‏ هي إحدى الدوائر الانتخابية في المملكة المتحدة الممثلة في مجلس العموم في برلمان المملكة المتحدة.
عضو البرلمان الذي يمثلها حالياً هو :Mr Parmjit Dhanda (Lab).